# Panaca (Nevada)
Panaca è un census-designated place degli Stati Uniti d'America, nello stato del Nevada, nella Contea di Lincoln. Nel 2010 contava 963 abitanti.